# Javier Barría
Javier Barría (n. Santiago de Chile, 1 de diciembre de 1979) es un músico chileno, ganador del Premio Pulsar de 2015 a la categoría de mejor cantautor. A 2020, su discografía estaba compuesta por 10 álbumes de estudio y 8 EP. Entre sus influencias, y especialmente notorias en sus primeros álbumes, se señalan a varios autores íconos del rock argentino, tales como Spinetta, Charly García, Fito Páez o Gustavo Cerati, mientras que su obra e influencias evolucionan posteriormente en reminiscencias de autores como Neil Young o Robin Guthrie, según se ha descrito.

## Discografía
| Álbumes - 2005: Desayuno eléctrico. - 2005: Limpio. - 2006: Piola. - 2006: El ciclista. - 2007: Ciudadano B. - 2009: Introducción a la geometría. - 2010: El diminutivo del frío. - 2012: Llorar en la calle. - 2014: Folclor. - 2016: Estación Pirque. | EP - 2002: Nada de todo. - 2003: Canciones de madera. - 2003: Bonsai. - 2004: Pedacitos. - 2004: Café. - 2008: Abandonos. - 2011: Gratis. - 2012: Avión. |

## Premios y reconocimientos
- Premio Pulsar 2015, en la categoría mejor cantautor, por su álbum Folclor.[1]
- Nominado a mejor cantautor y mejor álbum en los Premios Pulsar 2017, por Estación Pirque.[4]
- Nominado a mejor canción del año en los Premios Pulsar 2017, por «Celoso».[4]